# ویلایفون وونگفاچان
ویلایفون وونگفاچان (به انگلیسی: Vilayphone Vongphachanh) (زادهٔ ۲۶ آوریل ۱۹۸۹) شناگر اهل لائوس است.